# Corpus Hermeticum
Das Corpus Hermeticum ist eine Sammlung von griechischen Traktaten in Brief-, Dialog- und Predigtform über die Entstehung der Welt, die Gestalt des Kosmos sowie menschliche und göttliche Weisheit. Als Verfasser galt schon in der Antike Hermes Trismegistos, dem eine Vielzahl von religiösen, astrologischen und magischen Schriften zugeschrieben wurde, obwohl es sich ursprünglich um eine Götterbezeichnung handelte. Das Corpus Hermeticum gilt als wichtigste Quelle der hermetischen Geheimlehren. Direkte Einflüsse auf die christliche Gnosis des 3. und 4. Jahrhunderts sind nachweisbar. Die Traktate umfassen Einflüsse der ägyptischen und orphischen Mysterien, neuplatonische Gedanken von Reinkarnation, Ekstase, Reinigung, Opfer und mystischer Vereinigung mit Gott.

## Entstehung
Das Corpus Hermeticum entstand zwischen 100 und 300, die Autoren dürften Griechen gewesen sein, die populäres philosophisches Gedankengut der Epoche verarbeiteten, „eine Mixtur aus Platonismus und Stoizismus, kombiniert mit jüdischen und möglicherweise einigen persischen Elementen“. Umstritten ist, ob die eingeflochtenen Elemente ägyptischer Mysterien auf die Beteiligung ägyptischer Neuplatoniker hinweisen, oder ob es sich um reine Fiktion handelt, die auf die zeittypische Begeisterung für orientalische Kulte abzielte.

## Rezeption
Hermes Trismegistos galt von der Spätantike bis zur Frühen Neuzeit als Verfasser einer Reihe von philosophischen, astrologischen, magischen und alchemistischen Schriften, die aufgrund seiner Gleichsetzung mit Thot als Zeugnisse uralten Wissens geschätzt wurden, das zumindest auf die Zeit des Moses zu datieren sei.
Im Mittelalter war das Corpus Hermeticum außer durch Lactantius vor allem durch die Kirchenväter Augustinus von Hippo und Clemens von Alexandria in Auszügen bekannt. Der vollständige Text wurde allerdings erst zugänglich, als gegen 1460 ein Mönch im Dienst des Cosimo de’ Medici ein griechisches Manuskript nach Florenz brachte. Mit der Übersetzung wurde Marsilio Ficino im Jahr 1463 beauftragt, sie wurde im Folgejahr fertiggestellt und 1471 erstmals als Pimander (eigentlich der Titel des ersten Traktats) gedruckt. In seiner Vorrede an den Auftraggeber Cosimo de Medici fasst Ficino die antiken und patristischen Quellen zu Hermes zusammen und konstruiert eine Tradition ursprünglicher und ungeteilter Weisheit, die auch bereits wesentliche Elemente des Christentums eingeschlossen habe und erst später verdunkelt und in verschiedene Disziplinen zersplittert worden sei. Insofern war Ficinos Werk mit seinen medizinischen, magischen und theologischen Schriften ein Versuch, die alte Einheit wiederherzustellen:

„Dieser [Hermes] stand nämlich in Scharfsinn und Gelehrsamkeit allen Philosophen voran. Als Priester hat er zudem die Grundlagen für ein heiligmäßiges Leben gelegt und übertraf in der Verehrung des Göttlichen sämtliche Priester. Schließlich übernahm er die Königswürde und verdunkelte durch seine Gesetzgebung und Taten den Ruhm der größten Könige. Daher wurde er zurecht der dreimal Größte genannt. Als erster unter den Philosophen wandte er sich von Naturkunde und Mathematik der Erkenntnis des Göttlichen zu. Als Erster diskutierte er voller Weisheit über die Herrlichkeit Gottes, die Ordnung der Dämonen und die Wandlungen der Seele. Daher nennt man ihn den ersten Theologen. Ihm folgte Orpheus, der in der ursprünglichen Theologie den zweiten Platz einnimmt. In die Mysterien des Orpheus wurde Aglaophemus eingeweiht. Aglaophemus folgte in der Theologie Pythagoras nach, diesem wiederum Philolaos, der Lehrer unseres göttlichen Platon. Daher gibt es eine in sich stimmige Lehre der ursprünglichen Theologie, die in wundersamer Ordnung aus diesen sechs Theologen erwachsen ist, ausgehend von Merkur und durch den göttlichen Platon vollendet.“

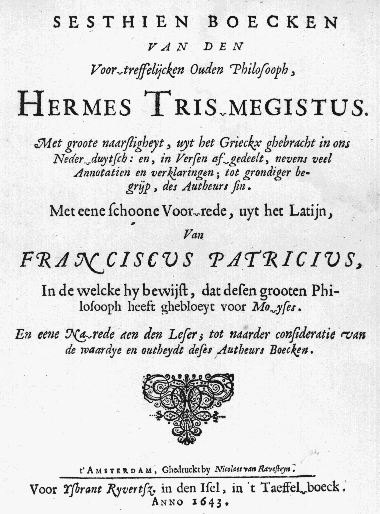
Deckblatt der niederländischen Übersetzung des Corpus Hermeticum von Abraham Willemsz van Beyerland, 1643

Dieser Auffassung, wie sie für den Renaissance-Neuplatonismus und die Hermetiker des 15. bis 17. Jahrhunderts charakteristisch ist, wurde durch die Exercitationes von Isaac Casaubon im Jahr 1614 angegriffen. Casaubon kam aus textkritischen Erwägungen zu dem Schluss, dass es sich bei diesen Texten um hellenistische Traktate handeln müsse, die kaum vor dem 2. Jahrhundert geschrieben worden sein konnten. Stil und Wortwahl lassen nach Casaubon keine Datierung auf die Zeit des Moses zu. Sein Urteil lautete schließlich, das Corpus Hermeticum habe nichts mit ägyptischen Altertümern zu tun, sondern sei eine christliche Fälschung, die der Heidenmission dienen sollte. Ralph Cudworth wandte bereits 1678 gegen Casaubons Argumente ein, dass diese von Einzelbeobachtungen an einem Teil der Traktate unzulässiger Weise auf das gesamte Corpus schlussfolgerten und auch die definitiv spät entstandenen Textteile auf deutlich ältere Inhalte zurückgreifen konnten. Cudworths Deutung trug bedeutend dazu bei, dass die traditionelle Deutung Corpus Hermeticum trotz Casaubons Gegenargumenten im 18. Jahrhundert weit verbreitet blieb.
Hinsichtlich der Datierung der Entstehung der einzelnen Traktate des Corpus haben sich Casaubons Ergebnisse als im Wesentlichen korrekt erwiesen, doch ein beträchtlicher Teil seiner Einschätzungen gilt heute als überholt. Nach heutigem Forschungsstand steht fest, dass die Urheber des antiken hermetischen Schrifttums keine Christen waren und dass im hermetischen Lehrgut Vorstellungen aus der altägyptischen Religion eine wichtige Rolle spielen. Das Ausmaß des altägyptischen Einflusses ist umstritten. Der dänische Ägyptologe Erik Iversen ging 1984 („Egyptian and Hermetic doctrine“) davon aus, dass sogar große Teile des Corpus auf ägyptische Quellen zurückgehen.

## Textausgaben und Übersetzungen
(chronologisch absteigend geordnet)
- Corpus Hermeticum, Lateinisch und Deutsch. Text von Marsilius Ficinus im Druck von 1503. Einleitung, Übersetzung und Anmerkungen von Martin P. Steiner. Edition Oriflamme, Basel 2014, ISBN 978-3-952-42624-1.
- Die göttliche Weisheit des Hermes Trismegistos. Pseudo-Apuleius, Asclepius. Herausgegeben von Dorothee Gall. Eingeleitet, übersetzt und mit interpretierenden Essays versehen von Sydney H. Aufrère, Dorothee Gall, Claudio Moreschini, Zlatko Pleše, Joachim F. Quack, Heike Sternberg el-Hotabi und Christian Tornau (= SAPERE. Band 38). Mohr Siebeck, Tübingen 2021, ISBN 978-3-16-155552-7.
- Maria Magdalena Miller: Die Traktate des Corpus Hermeticum. Novalis Media, Schaffhausen 2004. ISBN 3-907260-29-5 (deutsche Übersetzung der Traktate I bis XVII und des Asklepius).
- Folker Siegert (Hrsg.), Karl-Gottfried Eckart (Übers.): Das Corpus Hermeticum einschließlich der Fragmente des Stobaeus. LIT, Münster 1999, ISBN 3-8258-4199-5 (deutsche Übersetzung).
- Jens Holzhausen (Übersetzung und Kommentar), Carsten Colpe (Einleitungen): Das Corpus Hermeticum Deutsch. Übersetzung, Darstellung und Kommentierung. 3 Bände (2 erschienen) Frommann-Holzboog, Stuttgart-Bad Cannstatt 1997ff. (deutsche Übersetzung des griechischen Textes von Arthur Darby Nock in der Budé-Ausgabe Festugières).
  - Teil 1: Die griechischen Traktate und der lateinische „Asclepius“. Stuttgart 1997. ISBN 3-7728-1530-8.
  - Teil 2: Exzerpte, Nag-Hammadi-Texte, Testimonien. Stuttgart 1997. ISBN 3-7728-1531-6.
  - Teil 3: Forschungsgeschichte und fortlaufender Kommentar. Mit einem Beitrag zum Hermetismus des 16. bis 18. Jahrhunderts von Wilhelm Kühlmann (in Vorbereitung).
- Brian B. Copenhaver: Hermetica. The Greek Corpus Hermeticum and the Latin Asclepius in a new English translation, with notes and introduction. 3. Auflage. Cambridge University Press, Cambridge 1996, ISBN 0-521-36144-3 (enthält eine umfangreiche Bibliographie zur hermetischen Literatur).
- Arthur Darby Nock (Hrsg.), André-Jean Festugière (Übers.): Hermès Trismégiste. 4 Bände. Les Belles Lettres, Paris 1945–1954 (griechischer und lateinischer Text mit französischer Übersetzung, Standardausgabe).
  - Bd. 1: Traités I-XII. Paris 1945, ISBN 2-251-00135-2.
  - Bd. 2: Traités XIII-XVIII. Asclepius. Paris 1945, ISBN 2-251-00136-0.
  - Bd. 3: Fragments extraits de Stobée I-XXII. Paris 1954, ISBN 2-251-00137-9.
  - Bd. 4: Fragments extraits de Stobée XXIII-XXIX. Fragments divers. Paris 1954, ISBN 2-251-00138-7.
- Emma Jeannette Edelstein, Ludwig Edelstein: Asclepius. A collection and interpretation of the testimonies. Johns Hopkins Press, Baltimore 1945, 1998, ISBN 0-8018-5769-4 (englische Ausgabe).
- Walter Scott, Band 4: Alexander Stewart Ferguson (Hrsg.): Hermetica. 4 Bände. Clarendon Press, Oxford 1924–1936 (griechischer und lateinischer Originaltext mit englischer Übersetzung und ausführlichem Kommentar).
- George Robert Stow Mead: Thrice-Greatest Hermes. Studies in Hellenistic Theosophy and Gnosis. 3 Bände. Theosophical Publishing Society, London/Benares 1906, S. Weiser, York Beach 1992 (Neuausgabe in einem Band), ISBN 0-87728-751-1 (englische Übersetzung mit ausführlichem Kommentar, informativ mit theosophischem Hintergrund des Verfassers).
  - Bd. 1: Prolegomena (umfangreicher Einleitungstext mit Übersicht über den damaligen Stand der Forschung).
  - Bd. 2: Sermons.
  - Bd. 3: Excerpts and fragments.
- Heinrich L. Fleischer: Hermes Trismegistus An die menschliche Seele. Brockhaus, Leipzig 1870 (arabisch und deutsch).
- Louis Ménard: Hermès Trismégiste. Traduction complète précédé d'une étude sur l'origine des livres hermétiques. Didier, Paris 1866 (französische Übersetzung).
- Dieterich Tiedemann: Hermes Trismegistos. Pömander oder von der göttlichen Macht und Weisheit. Nicolai, Berlin/Stettin 1781, Ergebnisse, Hamburg 1990 (Neuausgabe). ISBN 3-87916-000-7 (deutsche Übersetzung mit Anmerkungen und Textverbesserungen).
- Alethophilo: Hermetis Trismegisti Erkäntnüß der Natur und des darin sich offenbahrenden Grossen Gottes. Samuel Heyl und Gottfried Liebezeit, Hamburg 1706 (erste gedruckte, deutsche Übersetzung; Digitalisat).
- John Everard: The divine Pymander in XVII books. London 1650 (erste englische Übersetzung).
- Franciscus Flussas Candalle (d. i. Francois Foix de Candalle):
  - Mercurii Trismegisti Pimander. Unter Mithilfe Scaligers verbesserter griechischer Text mit lateinischer Übersetzung. Bordeaux 1574.
  - Le Pimandre de Mercure Trismegiste de la Philosophie Chrestienne. Bordeaux 1579 (erste französische Übersetzung).
- Sebastian Franck: Mercurij Trysmegisti, wellicher zur zeitt Abrahe, vor der, Bibel gelebet. Basel 1542 (erste deutsche Übersetzung).[8]
- Marsilio Ficino: Hermetis Trismegisti Poimandres sive Liber de potestate et sapientia Dei … Treviso 1463 (erste lateinische Übersetzung).